# Cosulich Società Triestina di Navigazione
Cosulich Società Triestina di Navigazione è stata una compagnia di navigazione la cui sede era a Trieste.

## Origine

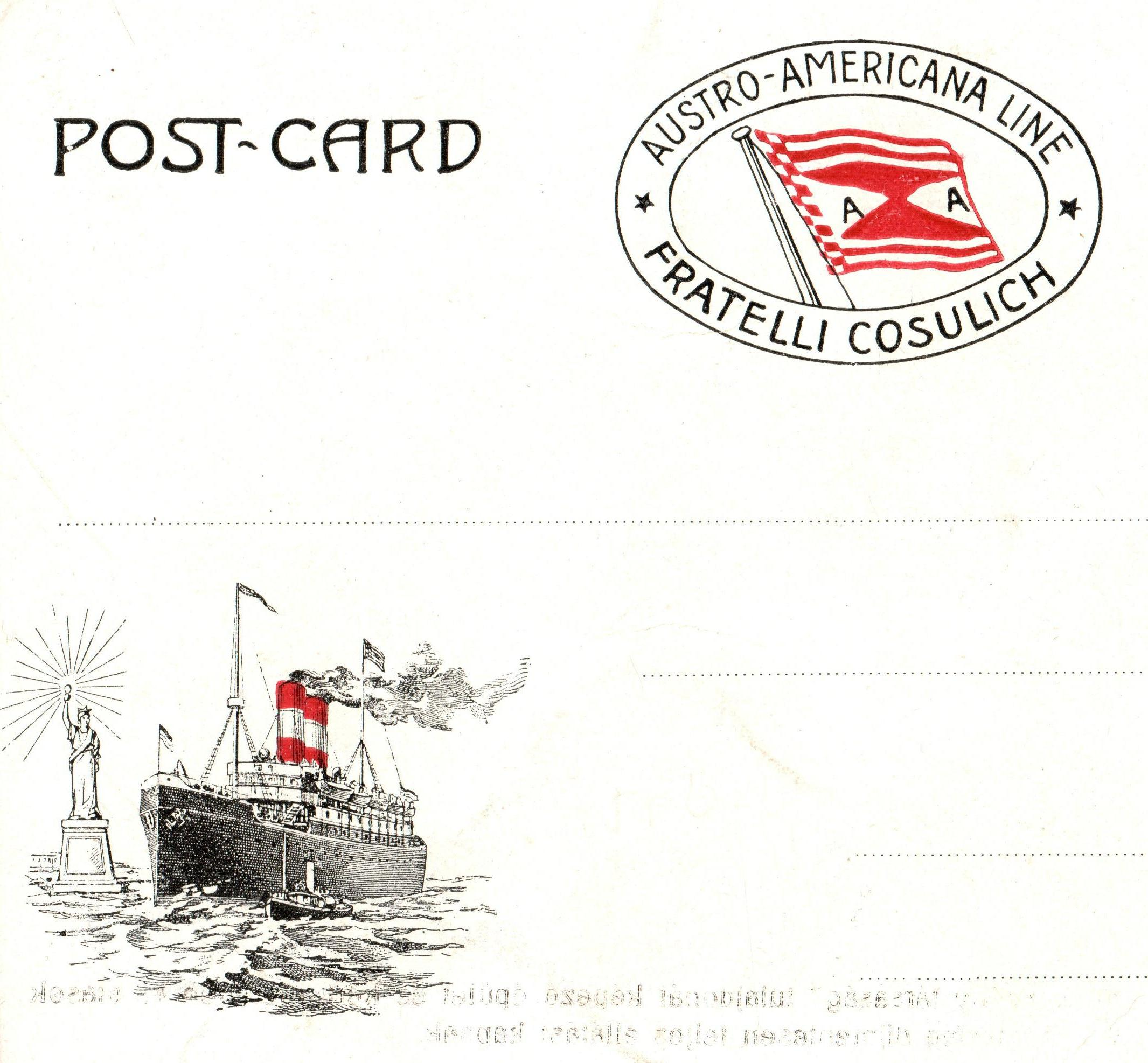
Cartolina dell'Austro-Americana del 1909.

Trieste alla fine del XIX secolo era il porto principale dell'Impero austro-ungarico e qui, nel 1895, venne fondata  la società di navigazione "Austro–Americana" con lo scopo di realizzare un collegamento marittimo per il trasporto delle merci tra l'Austria-Ungheria ed il Nord America. I fondatori della società furono Gottfried Schenker ed August Schenker-Angerer, spedizionieri e fondatori della Schenker Spedition e l'inglese William Burell. All'inizio la società acquistò in Inghilterra le prime quattro navi con cui realizzò i suoi collegamenti tra Trieste e i porti della costa orientale nordamericana. 
Negli stessi anni, la famiglia Cosulich, originaria di Lussinpiccolo, che aveva dato inizio alla propria attività armatoriale sin dal 1857, nel 1890 trasferì la sede della compagnia a Trieste, dando impulso all'espansione della propria flotta.

## Unione Austriaca di Navigazione

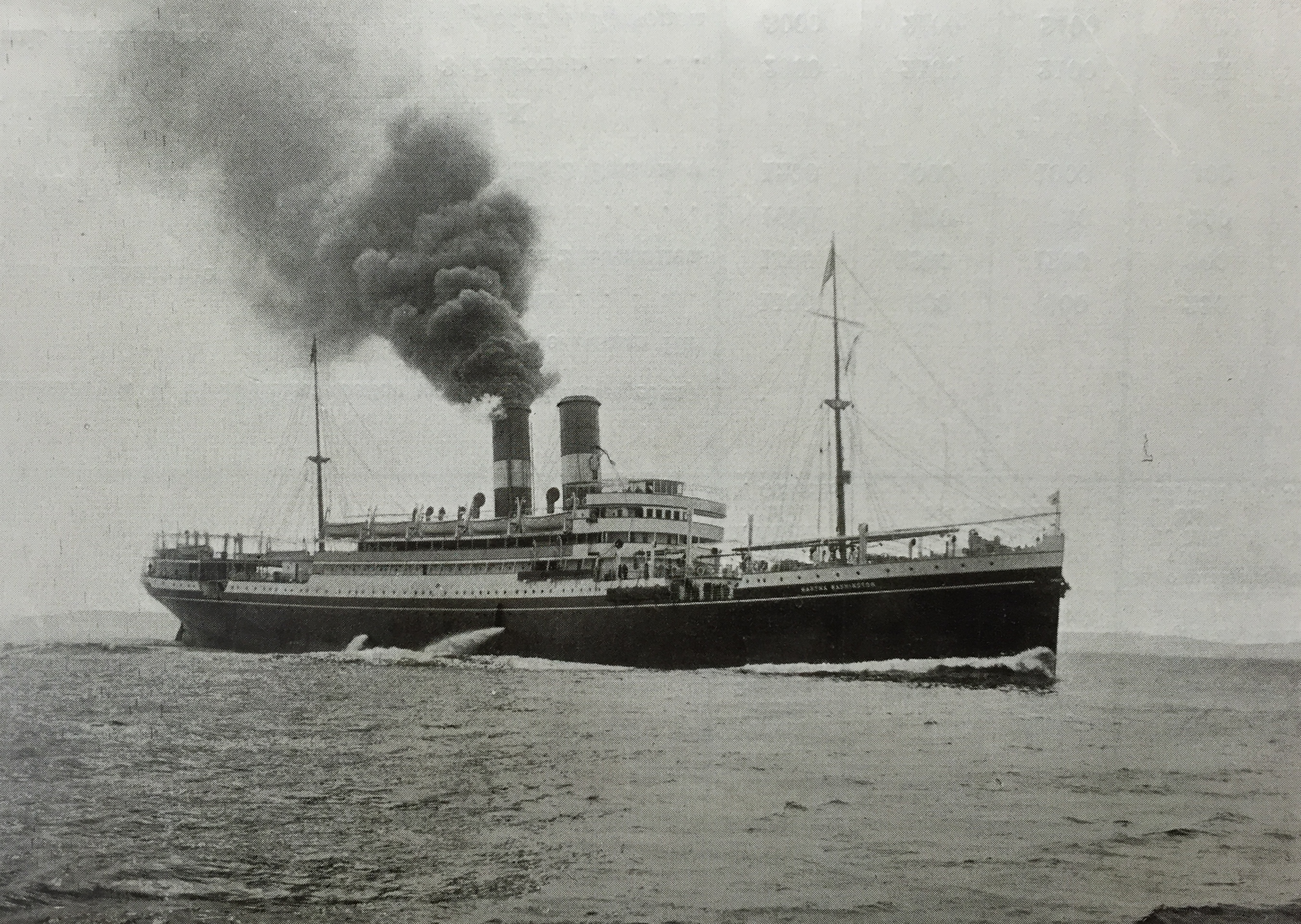
Il piroscafo Martha Washington dell'Austro-Americana.

Nel 1902 William Burell si ritirò dalla Società vendendo la sua quota ai Fratelli Cosulich (Alberto e Callisto) e nel 1903 la società assunse la denominazione di "Vereinigte Österreichische Schiffahrtsgesellschaften der Austro-Americana und der Gebrüder Cosulich" o "Unione Austriaca di Navigazione Austro Americana e dei Fratelli Cosulich".
Nel 1904 la società, la cui sede era in un nuovo palazzo di fronte al palazzo delle Poste, inaugurò anche il traffico passeggeri, costituito per lo più da emigranti che decidevano di partire per gli Stati Uniti e per dare alloggio agli emigranti che affluivano a Trieste in attesa di imbarco, venne acquistato l'"Ospizio Marino" che dopo alcuni lavori di trasformazione venne adattato a "Pensione Emigranti". L'edificio oggi è la sede dell'Istituto Comprensivo (materna, elementare e media) Italo Svevo.
Dal 1906 la compagnia ottenne dall'Italia il permesso di trasportare anche gli emigranti italiani che partivano da Napoli e Palermo.
Nel 1907 la società attivò il servizio marittimo verso il Sudamerica e nello stesso anno, progettato e finanziato dalla famiglia Cosulich, per far fronte alle esigenze della compagnia di navigazione venne costituito a Monfalcone un cantiere navale che, inaugurato ufficialmente il 3 aprile 1908, assunse la denominazione di Cantiere Navale Triestino. Successivamente, dopo un periodo di difficile congiuntura economica che nel 1908 costrinse la compagnia a restituire tre navi noleggiate dal Lloyd Austriaco e porre in disarmo altre navi mercantili, nel 1910 la società ottenne l'incarico per il trasporto della corrispondenza sulle rotte del Nord e Sud Atlantico e nello stesso periodo con il sostegno finanziario dallo Stato venne inaugurata la linea Trieste-Rio de Janeiro-Santos-Buenos Aires.
Dagli stabilimenti del Cantiere Navale Triestino Il 9 settembre 1912 venne varata la nave Kaiser Franz Josef I che diventò la nave ammiraglia della Marina Mercantile Austro-Ungarica. All'inizio del 1914 con l'acquisto da parte delle banche austriache delle quote di capitale in mano a Società di navigazione tedesche, la compagnia rimase completamente in mani austriache, ma con lo scoppio della prima guerra mondiale non fu più possibile percorrere le rotte internazionali.
Negli anni venti la Società arma e vara le nuove motonavi da crociera, le gemelle Saturnia (1927) e Vulcania (1928). Questo fu probabilmente lo sforzo maggiore messo in campo dalla Cosulich Line. Le due navi infatti benché gli interni fossero in stile tradizionale, con opere di artisti rinomati, portavano molte novità tecniche e soluzioni innovative rispetto alle compagnie di navigazione concorrenti. Dopo i primi viaggi, le navi ebbero una storia avventurosa: trasformate in navi ospedale per il trasporto di feriti riuscirono a scampare al conflitto, tanto da poter essere utilizzate per il trasporto passeggeri fino al dopoguerra.

## Cosulich Società Triestina di Navigazione
Al termine del conflitto, delle 31 navi a vapore che la compagnia possedeva prima della guerra ne rimasero soltanto dieci, e con il passaggio di Trieste all'Italia la società venne totalmente acquisita dalla famiglia Cosulich e dal marzo 1919 assunse la denominazione "Cosulich Società Triestina di Navigazione".
Nel 1932, insieme a Lloyd Sabaudo e Navigazione Generale Italiana la società diede vita a Italia Flotte Riunite che, controllata dal governo, riuniva sotto un'unica bandiera le tre principali compagnie di navigazione italiane dell'epoca. In questo periodo erano attive delle linee passeggeri che univano Trieste con New York e il Sud America e le merci venivano nuovamente trasportate verso il Nord Centro e Sud America sulle stesse rotte che venivano precedentemente servite dalla compagnia "Austro-Americana".
Nel 1936, nell'ambito dell'IRI, all'interno di un progetto statale di riorganizzazione e razionalizzazione dei servizi marittimi, venne costituita la Finmare Società Marittima Finanziaria con il compito di coordinare, indirizzare ed assicurare con adeguati mezzi finanziari l'attività delle società di navigazione controllate dal governo e  "Italia Flotte Riunite" con le navi della flotta Cosulich entrò a far parte di Italia - Società di Navigazione. Tuttavia all'interno sia di "Italia Flotte Riunite" che di "Italia - Società di Navigazione" la "Cosulich Società Triestina di Navigazione" mantenne sempre una certa autonomia amministrativa.